# جوزيبي لومباردي
جوزيبي لومباردي (بالإيطالية: Giuseppe Lombardi)‏ هو عسكري إيطالي، ولد في 11 مايو 1886 في درونيرو في إيطاليا، وتوفي في 25 مارس 1978 في روما في إيطاليا.